# Salak (wulkan)
Salak (indonez. Gunung Salak) – czynny wulkan w zachodniej części Jawy w Indonezji; zaliczany do stratowulkanów. Wysokość 2211 m n.p.m.
Pierwsza zanotowana erupcja w 1780 r. (niepotwierdzona w 1699 r.); ostatnia w 1938 r.
9 maja 2012 roku we mgle na zboczu tego wulkanu doszło do katastrofy samolotu Suchoj Superjet 100, w której zginęło 45 osób.